# داريو رومو
داريو رومو (بالإسبانية: Darío Romo)‏ هو لاعب كرة قدم مكسيكي، ولد في 6 يناير 1988.

## وصلات خارجية
- داريو رومو على موقع Soccerway.com (الإنجليزية)